# Condado de Wilson (Kansas)
O Condado de Wilson é um dos 105 condados do estado americano de Kansas. A sede do condado é Fredonia, e sua maior cidade é Fredonia. O condado possui uma área de 1 489 km² (dos quais 3 km² estão cobertos por água), uma população de 10 332 habitantes, e uma densidade populacional de 7 hab/km² (segundo o censo nacional de 2000). O condado foi fundado em 1865.